# 満城区
満城区（まんじょう-く）は中華人民共和国河北省保定市に位置する市轄区。

## 歴史
漢代に設置された北平県を前身とする。南北朝時代、北斉は北平県を現在の順平県に移転している。540年（興和2年）、東魏は現在の県域に永楽県を設置、742年（天宝元年）、唐代により満城県と改称された。宋代になると満城県は廃止され県域は保塞県に編入されたが、1188年（大定28年）、金朝により再設置されている。明代になると1377年（洪武10年）に廃止され慶都県に統合されたが、1380年（洪武13年）に再設置された。
1958年に保定市に編入されたが、1961年に再設置され、2015年4月28日から市轄区に昇格。

## 行政区画
- 街道:恵陽街道
- 鎮:満城鎮、大冊営鎮、神星鎮、南韓村鎮、方順橋鎮、于家荘鎮
- 郷:要荘郷、白竜郷、石井郷、坨南郷、劉家台郷